# Karl Reinhardt (Ingenieur)
Karl Reinhardt (* 11. April 1866 in Schernau; † 14. September 1941 in Dortmund) war ein deutscher Ingenieur. Von 1918 bis 1921 war er Vorsitzender des Vereins Deutscher Ingenieure (VDI).

## Leben
Karl Reinhardt war der Sohn eines Landwirts, der auch eine Ziegelei betrieb. Das Geben von Unterrichtsstunden und ein Darlehen von Verwandten ermöglichten es ihm, seine Ausbildung zu verbessern. Nach dem Besuch der Industrieschule in Augsburg studierte er an der Technischen Hochschule München. Praktische Tätigkeiten führten ihn zu den Firmen Renck und Maschinenfabrik Augsburg. Als junger Ingenieur arbeitete er zunächst bei der Firma G. Kuhn in Stuttgart-Berg, danach bei K. & Th. Möller in Brackwede, wo er im Dampfmaschinen- und Kesselbau tätig war. 1892 wechselte er als Oberingenieur zur Gasmotorenfabrik Deutz. Von 1899 bis 1932 war Reinhardt für das Dortmunder Unternehmen Schüchtermann & Kremer tätig, zunächst als technischer Direktor, ab 1914 auch als kaufmännischer Leiter.
1890 wurde Reinhardt Mitglied des Vereins Deutscher Ingenieure (VDI) und des Württembergischen Bezirksvereins des VDI. In den Jahren 1918 bis 1921 war er VDI-Vorsitzender. Zeitweise gehörte er auch dem Wissenschaftlichen Beirat des VDI an. Ebenso war er Mitglied des Vorstands des Westfälischen Bezirksvereins des VDI.

## Auszeichnungen
- 1920: Verleihung der Ehrendoktorwürde (Dr.-Ing.) durch die Technische Hochschule Aachen
- 1936: Ehrenmitgliedschaft des Vereins Deutscher Ingenieure[4]